# Gualtiero Anglico

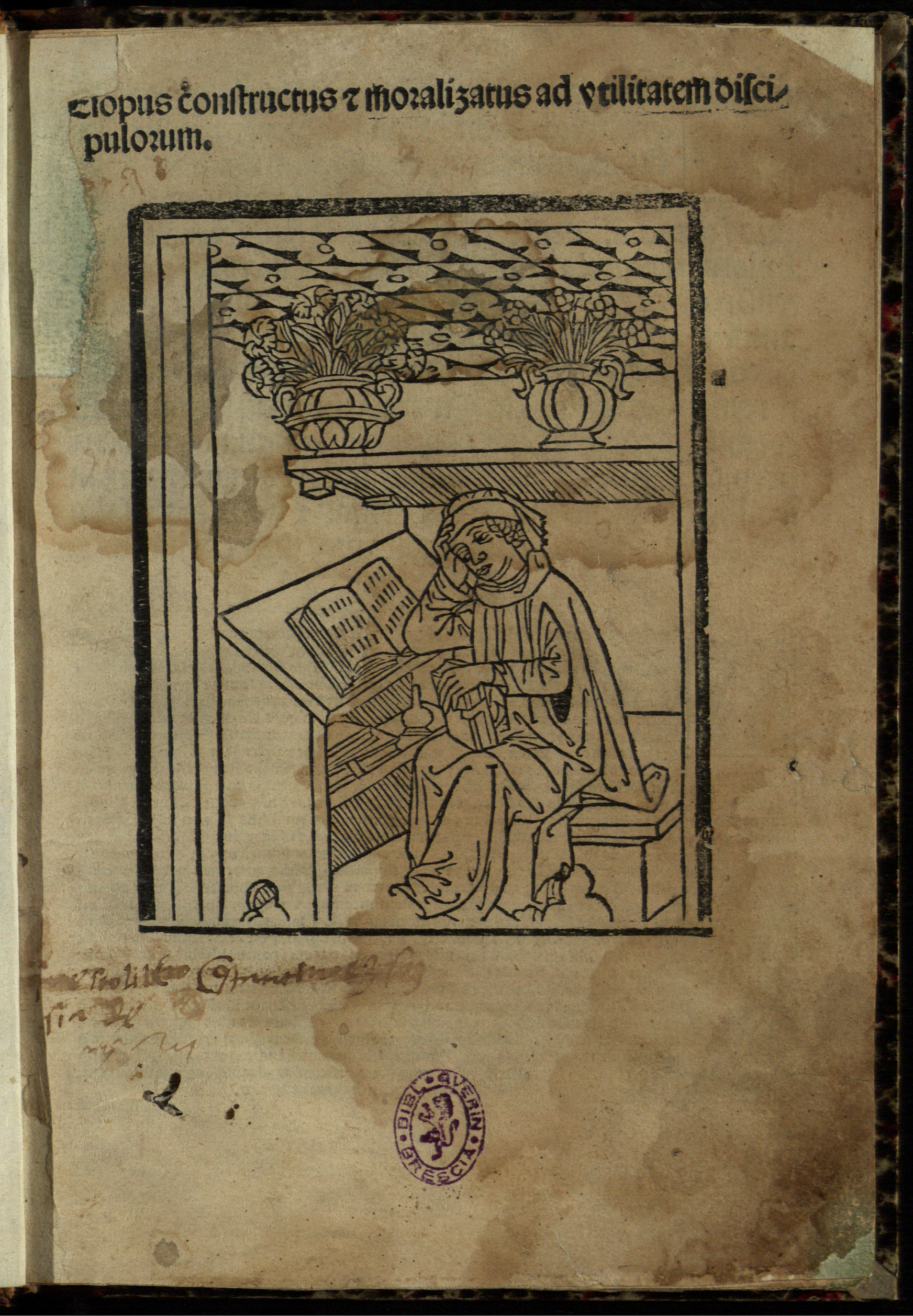
Aesopus constructus etc., edizione del 1495 con una versione in metrica delle Fabulae Lib. I-IV

Gualtiero Anglico (in latino: Gualterus Anglicus, in inglese: Walter the Englishman o Walter of England) è stato un poeta del XII secolo, la cui identità è ancora discussa, autore di una versione di "favole esopiche" in versi in lingua latina chiamata Liber Aesopi o Aesopus communis.

## L'opera
A Gualtiero Anglico sono attribuite 60 favole, 58 delle quali erano derivate dalle favole in prosa contenute nella silloge Romulus (IX secolo). Le favole, che hanno per protagonisti animali, sono in distici elegiaci; una morale è formulata esplicitamente in un distico alla fine della favola. Le favole in versi di Gualtiero Anglico ebbero molto successo e in Italia, soprattutto in Veneto, diedero origine alle volgarizzazioni del XIV e del XV secolo note col nome di Esopo volgare.

## Identità
Il nome "Gualtiero Anglico" fu dato dall'Hervieux alla fine dell'800. In precedenza l'autore delle favole era chiamato Anonimo di Nevelet, perché il corpus delle 60 favole era stato pubblicato da Isaac Nicolaus Nevelet, nella Mythologia aesopica del 1610, senza il nome dell'autore. 
Il nome Gualtiero fu prodotto da Léopold Hervieux nel 1884, sulla base dell'evidenza del cod. lat. 303 della Biblioteca imperiale di Vienna, dove l'autore era chiamato "Waltherus", e di una edizione delle favole stampata a Lione da Jean Fabre nel 1490, nella quale l'autore era chiamato "Galterus Anglicus". Sulla scorta di notizie ricavate dal dizionario degli scrittori inglesi pubblicato da John Bale nel XVI secolo, Hervieux identificò "Galterus Anglicus" con Gualtiero Offamilio arcivescovo di Palermo dal 1169 al 1190, ipotizzando che "Offamilio" corrispondesse all'inglese "of the Mill". Venne ricostruita anche la biografia di Walter of the Mill = Gualtiero Offamilio. Walter of the Mill sarebbe stato un ecclesiastico inglese, cappellano di Enrico II d'Inghilterra, inviato in Sicilia dal re inglese per preparare il matrimonio della figlia Giovanna con Guglielmo II di Sicilia e insegnare la lingua latina a Guglielmo. Frutto di questo incarico didattico sarebbero state una grammatica latina (Pro latinae linguae exercitiis) e la raccolta di favole esopiche. Il prelato inglese sarebbe stato nominato dall'allievo arcivescovo di Palermo e primate del regno di Sicilia. 
Nel 1972, tuttavia, Loewenthal negò validità alle ipotesi formulate da Hervieux dimostrando che John Bale, l'autore della principale fonte biografica utilizzata da Hervieux, aveva in realtà fuso le biografie di due diverse persone facendone un solo individuo: Gualtiero Offamilio ("Walterus Panormitanae sedis archiepiscopus") e Gualtherus Anglus o Gautier de Coutances, che fu vescovo di Lincoln nel 1183 e poi arcivescovo di Rouen nel 1184.